# Aquarius (film)
Pour les articles homonymes, voir Aquarius.
Pour plus de détails, voir Fiche technique et Distribution.
Aquarius est un film franco-brésilien écrit et réalisé par Kleber Mendonça Filho, sorti en 2016 et projeté au Festival de Cannes 2016 dans le cadre de la compétition officielle.

## Synopsis
Dans la ville de Recife, en 1980, Clara, jeune femme et mère de trois enfants,  vient de réchapper d'un cancer du sein. Elle organise la fête d'anniversaire de sa vieille tante.  
De nos jours (en 2016), sexagénaire et ancienne critique musicale, Clara habite toujours à « l'Aquarius », un immeuble de caractère des années 1940 situé en bord de mer. Elle y accumulé de nombreux souvenirs, mais vit seule avec pour seule compagnie sa femme de maison Ladjane (Zoraide Coleto). 
Dans ce quartier très convoité, le promoteur Geraldo Bonfim (Fernando Teixeira) a racheté tous les autres appartements et les a vidés de leurs occupants. Clara est la seule à refuser de partir. S'ensuivent harcèlement et intimidations et des altercations nombreuses. Dans l'une d'entre elles, Clara dit à Bonfim qu'avoir de l'éducation n'est rien sans décence. En même temps, on suit la vie quotidienne de Clara, ses bonnes relations avec le maître-nageur Roberval (Irandhir Santos), ses relations difficiles avec sa fille Ana Paula (Maeve Jinkings) qui voudrait que sa mère vende l'appartement, Clara est particulièrement proche de son neveu Tomás (Pedro Queiroz) à qui elle fait découvrir la musique de Maria Bethânia, une chanteuse très célèbre de sa jeunesse. Clara finit par apprendre que Bonfim, le promoteur, a installé des termites dans les appartements voisins. Elle s'en assure en visitant les appartements vides avec l'aide de Roberval et de l'avocate Cleide Vieira (Carla Ribas). Alors accompagnée de son frère Antonio, de son neveu et de l'avocate elle se rend chez le promoteur pour le dénoncer. Le film ne montre pas la suite de l'histoire.

## Fiche technique
- Titre : Aquarius
- Réalisation : Kleber Mendonça Filho
- Scénario : Kleber Mendonça Filho
- Photographie : Pedro Sotero et Fabricio Tadeu
- Pays d'origine :  Brésil
- Genre : drame
- Dates de sortie :
  - France : 17 mai 2016 (Festival de Cannes), 28 septembre 2016 (sortie nationale)
  - Brésil : 1er septembre 2016

Interdit aux moins de 18 ans au Brésil

## Distribution

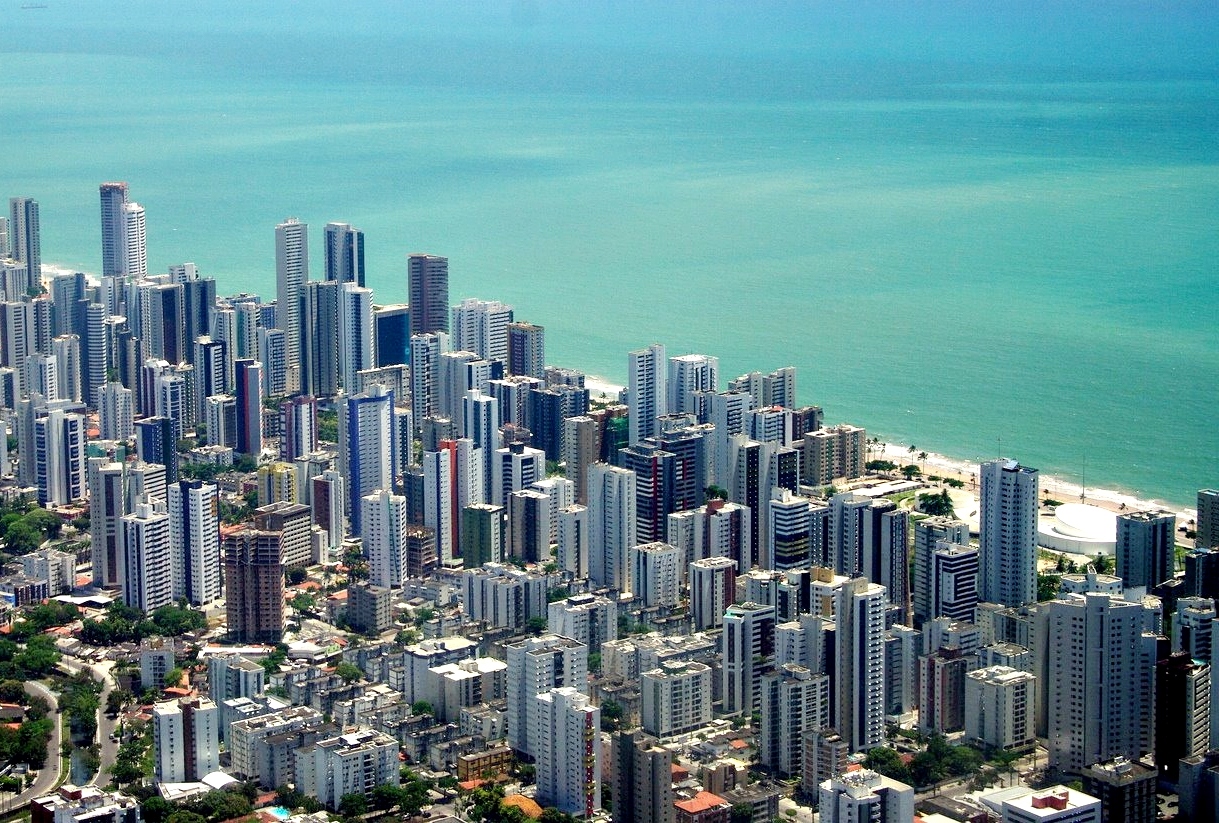
Quartier de Boa Viagem où se déroule le film.

- Sônia Braga : Clara, la locataire de l'aquarius
- Irandhir Santos : Roberval, le maître-nageur
- Maeve Jinkings : Ana Paula, la fille de Clara
- Zoraide Coleto : Ladjane, la femme de maison
- Fernando Teixeira : Geraldo Bonfim, le patron de la société immobilière
- Humberto Carrão : Diego, son petit-fils
- Carla Ribas : Cleide, l'amie avocate de Clara
- Buda Lira : Antonio
- Rubens Santos : Rivanildo
- Paula De Renor : Fátima
- Bárbara Colen : Clara en 1980
- Daniel Porpino Adalberto : Rodrigo
- Pedro Queiroz : Tomás
- Germano Melo : Martin
- Julia Bernat : Julia
- Thaia Perez : la tante Lucia en 1980
- Arly Arnaud : Letícia
- Leo Wainer : Alexandre
- Lula Terra : Ronaldo
- Allan Souza Lima : Paulo
- Valdeci Junior : Josimar, un employé de Bomfim
- Rubens Santos : Rivanildo
- Clarissa Pinheiro : Ana Paula
- Bruno Goya : Daniel
- Andrea Rosa : Juvenita, l'ancienne employée de maison
- Joana Gatis Tia : Lucia en 1940
- Tavinho Teixeira : Augusto

## Bande originale
| No  | Titre                                     | Interprète(s)                      | Durée |
| --- | ----------------------------------------- | ---------------------------------- | ----- |
| 1.  | Another One Bites The Dust                | Queen                              | 3:34  |
| 2.  | Hoje                                      | Taiguara                           | 3:05  |
| 3.  | O Quintal do Vizinho                      | Roberto Carlos                     | 3:04  |
| 4.  | Sentimental Demais                        | Altemar Dutra                      | 2:32  |
| 5.  | Recife Minha Cidade                       | Reginaldo Rossi                    | 4:57  |
| 6.  | Dois Navegantes                           | Ave Sangria                        | 4:16  |
| 7.  | Toda menina baiana                        | Gilberto Gil                       | 3:45  |
| 8.  | Pai e Mãe                                 | Gilberto Gil                       | 3:52  |
| 9.  | Canções de Cordialidade III - Feliz Natal | Heitor Villa Lobos, Sonia Rubinsky | 0:30  |
| 10. | Fat Bottomed Girls                        | Queen                              | 3:22  |
| 11. | Sufoco                                    | Alcione                            | 3:59  |
| 12. | Nervos de Aço                             | Paulinho da Viola                  | 2:30  |

## Diffusion au Brésil
Le film y est interdit aux moins de 18 ans alors que « les producteurs affirment que le film ne comporte aucune scène de violence et très peu de sexe. La presse locale quant à elle soupçonne le gouvernement d'avoir instauré cette censure en réaction aux pancartes engagées brandies par l'équipe du film sur les marches du festival français. Les artistes protestaient contre la procédure de destitution de Dilma Rousseff, l'ex-Présidente du Brésil, lancée en avril dernier par la Chambre des députés du pays en vue d’empêcher le renouvellement de son mandat présidentiel. [...] L’équipe d'Aquarius a comparé cet acte à un coup d'État ».  
Le film qui était le grand favori dans la profession pour être le candidat brésilien à l'Oscar du meilleur film en langue étrangère, est écarté par le comité de sélection. Le gouvernement avait intégré au comité de sélection le critique Marcos Petrucelli, qui avait déclaré lors du Festival de Cannes que « l'équipe était partie en vacances à Cannes aux frais de l'État, pour humilier publiquement le pays par ses déclarations tout en revenant bredouille » et « en fait ça s’est passé ainsi : un film fait avec l’argent public va à Cannes pour représenter le Brésil et repart bredouille. Donc, mentir à propos du soi-disant coup d’État dans le pays via des phrases écrites sur des bouts de papier n’aura eu pour conséquence que de ridiculiser le pays ».

## Accueil

### Accueil critique
L'accueil critique est globalement très positif : le site Allociné recense une moyenne des critiques presse de 4,4/5, et des critiques spectateurs à 3,9/5. Le site américain Rotten Tomatoes décerne une note moyenne de 8.2/10, avec 96 % de bonnes critiques sur un total de 57. 
Pour Laura Tuillier des Cahiers du cinéma, « le matérialisme hanté [du film] est peut-être la plus belle piste d'Aquarius, en ce qu’elle permet de faire cohabiter la précision de l’ethnologue avec la spiritualité du mage ».
Pour Elisabeth Franck-Dumas de Libération, Aquarius est à la fois une « splendide métaphore du marasme qui plombe le Brésil (et) aussi un solaire portrait de femme. ».
Pour Etienne Sorin du Figaro, le film est un « magnifique portrait de femme (qui) n'est pas une sainte et, notamment à travers ses rapports avec sa bonne, Kleber Mendonça Filho montre tout en finesse que le Brésil est une société de classes où seuls les riches peuvent lutter contre les riches ».
Dans Télérama, Jacques Morice déclare que « sa force est de faire de la situation de Clara une allégorie plus large sur le Brésil d'aujourd'hui, sur la corruption qui gangrène ses fondations, sur les nouvelles formes de domination, la tendresse paternaliste entretenue avec les employés de maison ». Pour Laurent Rigoulet du même Télérama, le film montre qu'« il reste quand même des résistants. L'héroïne inventée par Kleber Mendonça Filho en est une. Cet amoncèlement de classeurs et de papiers, elle va prendre le temps de le retourner pour gagner son combat contre les promoteurs qui réinventent le paysage brésilien au profit des plus riches. Elle peut passer pour folle auprès de tous, y compris de ses proches, elle s'en moque. C'est parfois le prix à payer quand on veut défendre ses convictions politiques et qu'on réfléchit à long terme. Le cinéaste de Recife est intransigeant. Son Aquarius est un réquisitoire contre le libéralisme qui laisse en plan une grande partie du peuple brésilien et assèche sa culture ».
Pour Isabelle Regnier du Monde, Aquarius était le plus beau film en compétition au Festival de Cannes 2016. Deuxième film de Kleber Mendonça Filho après Les Bruits de Recife en 2012, il « en est en quelque sorte le prolongement sous une forme beaucoup plus ample, plus riche, à la fois plus foisonnante sur le plan narratif, et plus resserrée. [...] Aquarius offre une image surréaliste de la violence aveugle que peut produire un système capitaliste en roue libre, et la renvoie in extremis à l'envoyeur, à la faveur d’un retournement vengeur qui vous laisse pantelant. A ce mouvement mortifère qu’elle donne à voir, la mise en scène oppose des cadrages d’une sophistication plastique extrême, qui font communiquer l’intérieur et l’extérieur, des plans-séquence sensuels, amples, fluides, qui unissent les couples sur la piste de danse, d’incroyables panoramiques à la grue, qui fabriquent du lien là où la ville et les puissances de l’argent œuvrent à le détruire… Loin d’être gratuite, cette splendeur plastique est un geste politique ».

## Influences
Kleber Mendonça Filho a déclaré que pour concevoir son film il s'était inspiré des films italiens des années 1950 avec Anna Magnani, des films américains des années 1970 avec Jane Fonda, ainsi que des œuvres d'Alfred Hitchcock, notamment pour les séquences de cauchemar.

### Box-office
- France : 156 021 entrées[13]

## Distinctions
- Festival de Cannes 2016 : sélection officielle, en compétition
- Festival du film de Sydney : Prix du meilleur film[14].
- Festival de Lima : Prix Spécial du Jury et Prix d'interprétation féminine[15].
- Festival Biarritz Amérique latine : Prix du Jury et Prix d'interprétation féminine.
- Classé n°4 dans le Top 10 2016 des Cahiers du Cinéma[16].
- Prix du meilleur film étranger du syndicat français de la critique de cinéma
- Nommé pour le César du Meilleur film étranger en 2017.
- Cóndor de Plata 2018 : Meilleur film latino-américain [17].